# Pellorneum tickelli
A Pellorneum tickelli a madarak osztályának verébalakúak (Passeriformes) rendjébe és a Pellorneidae családjába tartozó faj.

## Rendszerezése
A fajt Edward Blyth angol zoológus írta le 1859-ben, a Pellorneum nembe, még mint Pellornium Tickelli. Besorolása vitatott, egyes szervezetek, a Trichastoma nembe sorolják Trichastoma tickelli néven

## Alfajai
- Pellorneum tickelli annamense (Delacour, 1926)
- Pellorneum tickelli assamense (Sharpe, 1883)
- Pellorneum tickelli fulvum (Walden, 1875)
- Pellorneum tickelli grisescens (Ticehurst, 1932)
- Pellorneum tickelli tickelli Blyth, 1859[2]

## Előfordulása
Dél- és Délkelet-Ázsiában, Banglades, Kambodzsa, Kína, India, Laosz, Malajzia, Mianmar, Thaiföld és Vietnám területén honos. A természetes élőhelye a szubtrópusi vagy trópusi síkvidéki és hegyi esőerdők, valamint cserjések. Állandó, nem vonuló faj.

## Megjelenése
Testhossza 13-15 centiméter.

## Életmódja
Rovarokkal táplálkozik.